# Мала Ида
Мала Ида (слч. Malá Ida) насељено је мјесто са административним статусом сеоске општине (слч. obec) у округу Кошице-околина, у Кошичком крају, Словачка Република.

## Становништво
| Година:    | 1994. | 2004.    | 2014.    | 2024.    |
| ---------- | ----- | -------- | -------- | -------- |
| Број људи: | 831   | 1187     | 1477     | 2010     |
| Разлика:   |       | +42,83 % | +24,43 % | +36,08 % |

| Година:    | 2023. | 2024.   |
| ---------- | ----- | ------- |
| Број људи: | 1972  | 2010    |
| Разлика:   |       | +1,92 % |

Према подацима о броју становника из 2011. године насеље је имало 1.434 становника.